# Lasioctena
Lasioctena é um gênero de mariposa pertencente à família Acrolophidae.